# Supersiembra
En el intercambio de archivos, super-siembra (también llamada 'Siembra Inicial') es un algoritmo desarrollado por John Hoffman para el protocolo de comunicaciones BitTorrent que ayuda a los usuarios que descargan a ser capaz de convertirse en usuarios que suben más rápidamente, pero introduce el peligro de fracaso total de la siembra si solo hay un par descargando.
El algoritmo se aplica a un escenario en el que solo hay una semilla en el enjambre. Permitiendo a cada par descargar solo algunas partes de los archivos que componen un torrent, facilita a los pares comenzar la siembra antes. Por lo tanto , los pares conectados a una semilla con supersiembra activa, distribuyen piezas del archivo torrent mucho más fácilmente antes de haber completado la descarga ellos mismos.
En 2003, BitTornado se convirtió en el primer cliente de BitTorrent en implementar el algoritmo.
Las pruebas por parte de un grupo concluyeron que la supersiembra puede ayudar a salvar una proporción de carga de alrededor de 20%. Funciona mejor cuando la velocidad de carga de la semilla es mayor que la de los pares individuales.
Supersiembra bloquea las transferencias cuando solo hay una descarga de cliente. Las semillas no enviarán más datos hasta que  se conecte un segundo par. Para evitar esto, rTorrent continúa ofreciendo más piezas para los pares sin esperar confirmación, hasta alcanzar el límite de capacidad de subida configurado. Esto mejora la velocidad de subida hasta que se han unido al enjambre suficientes pares, con la desventaja de no poder detectar pares fraudulentos que descargan únicamente de semillas, de los pares más rápidos o que anuncian partes del archivo falsas.
- ABC (Yet another BitTorrent Client)
- BiglyBT desde la versión 1(De los ex-desarrolladores de Vuze)
- BitComet (Función implementada en la versión 1.16. Renombrada a "siembra inicial" en la versión 1.17.)
- BitSpirit
- BitTornado
- BitTorrent desde la versión 6.0
- Diluvio a través del complemento itconfig
- Halita[6]
- KTorrent 4.1
- qBittorrent desde la versión 4.0.2
- rTorrent versión 0.8.2
- Tixati desde la versión 1.34
- µTorrent (Denominado "Siembra Inicial")
- Vuze (antes Azureus)
- libtorrent